# Offspring (personaggio)
Offspring è un personaggio dei fumetti DC Comics, creato da Mark Waid. Figlio di Plastic Man, ne possiede gli stessi poteri di allungamento.

## Biografia

### Kingdom Come
La prima apparizione di Offspring fu in una sola scena di un fumetto dallo stesso nome, uno spin-off della miniserie The Kingdom. Comparve più tardi nel numero finale della miniserie The Kingdom, in squadra con Kid Flash (Iris West II), Nightstar e Ibn al Xu'ffasch nel tentativo di salvare la linea temporale da Magog. In questa versione il suo nome è Ernie O'Brian. Viene considerato un giocherellone professionalmente e personalmente dai suoi amici, dalla sua famiglia e addirittura dai suoi nemici tuttavia accetta il posto nella squadra come un membro scherzoso. La sua relazione col padre è vicina e felice ma la sua ragazza è infelice per le conseguenze del suo comportamento strambo.

### Continuità della Linea Principale
Sebbene Offspring non esistesse nella continuità contemporanea della DC, fu rivelato nelle pagine della Justice League che Plastic Man ha un figlio chiamato Luke "Loogie" McDunnagh - figlio illegittimo avuto da "Angel" McDunnagh - che ha poteri superiori a quelli di suo padre, che includono anche la possibilità di cambiare colore oltre che la forma.
Offspring compare brevemente in Teen Titans vol. 3 numero 34 e viene mostrato mentre serve come membro della squadra durante il One Year Jump. Il personaggio indossa un costume bianco con occhiali rossi ed un costume simile a quello di Offspring di The Kingdom. Nel copione di Geoff Johns si scopre che è infatti il figlio di Plastic Man, LukeM inoltre viene mostrata una fotografia che riprende Plastic Man e Offspring insieme.
Offspring compare in 52 Week 35, dopo essere stato ricoverato per essersi allungato troppo per salvare venti membri del gruppo di eroi "Everyman" di Lex Luthor: questi aveva disattivato i loro poteri, causando dozzine di cadute dal cielo. Durante la sua comparsa viene chiamato da Plastic Man "Ernie" e non Luke.
In Week 40 assistette Acciaio nel lanciare un attacco alla Lexcorp quando Natasha venne catturata da Luthor. Più tardi venne coinvolto nella Terza Guerra Mondiale e battuto da Black Adam ma la sua guarigione fu rapida, scherzando col padre sulla mancanza di umorismo dei suoi nemici superpotenziati e mostrando la stessa noncuranza e spiritosaggine del padre.
In Countdown to Mystery viene finalmente rivelato che "Ernie" è un secondo nome, mentre il primo nome è "Luke", ponendo così termine alla confusione dei lettori al riguardo.

## Poteri e abilità
Offspring ha ereditato i poteri di Plastic Man ma, secondo Batman, ne ha un controllo migliore: può allungarsi, deformarsi e cambiare taglia, densità e colore istantaneamente, più efficacemente e con più effetto rispetto al padre.